# ريان أوستن
ريان أوستن (بالإنجليزية: Ryan Austin)‏ (15 نوفمبر 1984 بستوك أون ترينت في المملكة المتحدة - ) هو لاعب كرة قدم بريطاني في مركز الدفاع. لعب مع نادي بيرتن ألبيون ونادي كرو ألكساندرا ونادي كيدرمينستر هاريرز لكرة القدم وBrackley Town F.C. ‏.

## وصلات خارجية
- ريان أوستن على موقع قاعدة بيانات كرة القدم.إي يو (الإنجليزية)
- ريان أوستن على موقع Soccerbase.com (لاعب) (الإنجليزية)